# Полет 2283 на „Воепас“
Полет 2283 на „Воепас“ е редовен вътрешен пътнически полет от летище „Каскавел“, Каскавел, Парана, до международното летище „Гуарульос“, Гуарульос, Бразилия, управляван от „Воепас“. На 9 август 2024 г. самолетът ATR 72-500, който изпълнява полета, се разбива във Винйедо, щата Сао Пауло. Преди това машината лети на височина от 5200 м, но внезапно губи подемната си сила и влиза в плоско завъртане с бързо снижаване. В катастрофата загиват всички 58 пътници и 4 членове на екипажа на борда. Видеоклипове преди катастрофата показват самолета в низходящ плосък завой, в леко наклонена ориентация на носа, и са широко споделяни в социалните медии.
Това е най-смъртоносният авиационен инцидент в Бразилия след този при полет 3054 на „Ти Ей Ем Еърлайнс“ през юли 2007 г. Бразилският център за разследване и предотвратяване на авиационни инциденти започва разследване, а авиационни експерти предполагат, че натрупване на лед може да е една от причините за инцидента. И двете бордни записващи устройства са възстановени и анализирани от БЦРПАИ, който публикува предварителен доклад и потвърждава, че пилотите се сблъскват с трудности с натрупването на лед и опитите им за размразяване са неуспешни.
Инцидентът е сравняван с този при полет 4184 на „Американ Ийгъл“ от 1994 г., също с участието на ATR 72, при който пилотите губят контрол, след като самолетът попада в условия на тежко обледеняване. На 11 март 2025 г. Националната агенция за гражданска авиация на Бразилия спира оперативния лиценз на „Воепас“ заради „неспособността на авиокомпанията да разреши нередностите, установени по време на надзора, както и нарушаването на предварително установените условия за непрекъснатост на експлоатацията в рамките на необходимите стандарти за безопасност“.